# Сволдерска битка
Сволдерската битка е морска битка, проведена през септември 999 или 1000 година в западната част на Балтийско море между краля на Норвегия Олаф Тригвасон и съюз от негови противници.
Крал Олаф се връща към Норвегия след поход във Вендланд, когато близо до остров Рюген или в протока Йоресун е нападнат от значително превъзхождащия го флот на краля на Дания Свен Вилобради, краля на Швеция Олаф Шьотконунг и ярла на Ладе Ерик Хаконсон. Корабите на Олаф Тригвасон са пленени един по един, като самият той се самоубива, хвърляйки се в морето. След битката Норвегия е разделена между съюзниците, които организират кампания срещу християнството, чийто поддръжник е крал Олаф Тригвасон.